# Брумерчик, Мирослав
Мирослав Брумерчик (хорв. и словац. Miroslav Brumerčík, родился 10 сентября 1976  в Зволене) — словацкий и хорватский хоккеист, игравший на позиции защитника.

## Биография

### Клубная карьера
Дебютировал в хоккее в сезоне 1993/1994 за команду «Зволен», выступая в её составе до 2000 года. В 2000 году переехал в Швецию, где играл за клуб «Вита Гестен», по окончании сезона вернулся в Словакию. В 2003 году переехал в Хорватию, где стал играть за «Медвешчак» и выиграл четырежды чемпионат страны. С 2007 по 2009 годы защищал цвета «Бански-Бистрицы», в 2009 году вернулся в «Медвешчак», в составе которого снова стал чемпионом Хорватии. По окончании сезона 2010/2011 завершил карьеру.

### Карьера в сборной
Брумерчик принял гражданство Хорватии спустя некоторое время после своего приезда и с 2006 по 2011 годы стабильно играл за сборную Хорватии. Четыре сезона из шести он провёл в первом дивизионе чемпионатов мира.

## Достижения
- Чемпион Хорватии: 2004, 2005, 2006, 2007, 2009
- Победитель второго дивизиона чемпионата мира 2007
- Серебряный призёр чемпионата Словакии 2000